# Мухамед (конь)

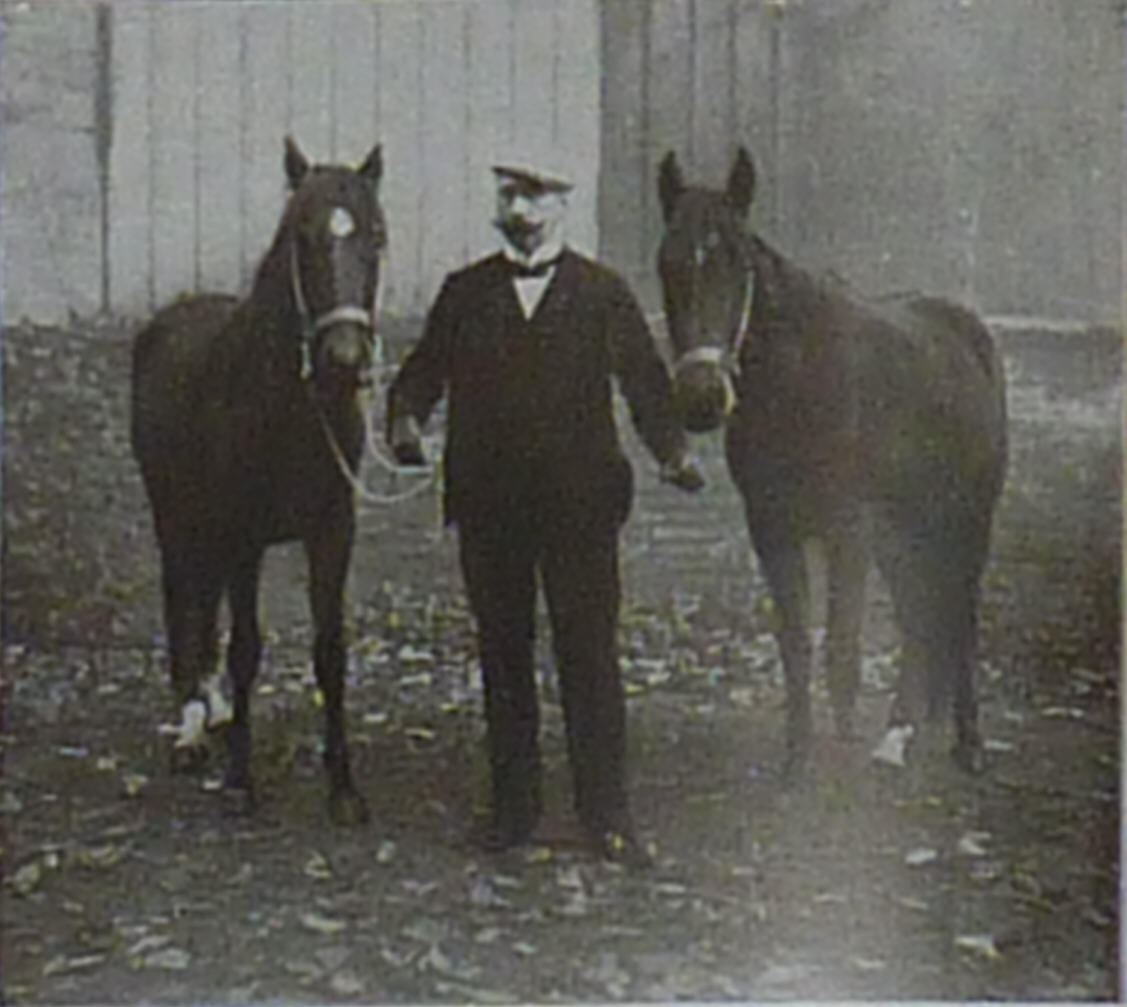
Карл Кралл с Царифом и Мухамедом, 1908

Мухамед (нем. Muhamed) — немецкая лошадь, которая якобы умела извлекать кубические корни чисел, выстукивая их своими копытами. Воспитанный в Элберфельде (оживлённом районе города Вупперталь) Карлом Краллом в конце XIX — начале XX века, конь Мухамед, по сообщениям, был одним из нескольких одарённых лошадей, среди которых также были Умный Ганс, Цариф, Амассис и, чуть позднее, слепой жеребец Бенто. Мухамед был наиболее одарённым, так как мог также исполнять музыку и даже различать гармонию и диссонанс.
В то время как остальные «воспитанники» Кралла демонстрировали очевидную способность к чтению и базовым арифметическим операциям, Мухамед мог совершать и более сложные вычисления. Когда психологи и учёные в качестве теста писали на доске число и спрашивали у Мухамеда его кубический корень, лошадь с лёгкостью извлекала его. Левое копыто отвечало за десятки, а правое за единицы. Так, например, если Мухамеду необходимо было дать ответ «шестьдесят пять», он шесть раз бил левым копытом и пять раз правым. Этим же методом Мухамед мог демонстрировать и способности к орфографии, хотя, по наблюдениям очевидцев, у него это не всегда получалось правильно. Сам Кралл утверждал, что не верит, что Мухамед был гением, аргументируя тем, что люди с синдромом саванта также часто демонстрирует высокие математические способности буквально на своих пальцах.
Учёные, проводящие тесты, пытались доказать, что Кралл на самом деле подаёт Мухамеду тайные знаки, и поэтому даже завязывали лошади глаза, и затем наблюдали за ней через глазок в конюшне.
По утверждению Кралла, Мухамед даже начал внезапно коммуницировать, например ябедничать на других лошадей, если те ленились, или даже на конюха, если тот позволял себе бить их.
Среди учёных, экзаменующих лошадей и оставшихся под впечатлением от способностей животных, был швейцарский врач-невролог Эдуард Клапаред, а бельгийский писатель Морис Метерлинк даже сказал, что Кралл «очеловечил» лошадей.
Мухамед пропал во время Первой мировой войны, когда его использовали в качестве тяглового животного.